# Colomascirtus condor
Espèce
Synonymes
- Hyloscirtus condor Almendáriz C., Brito-M., Batallas-R., and Ron, 2014

Colomascirtus condor est une espèce d'amphibiens de la famille des Hylidae.

## Répartition
Cette espèce est endémique de la province de Zamora-Chinchipe en Équateur. Elle se rencontre à environ 2 317 m d'altitude.

## Description
Les 8 spécimens adultes mâles observés lors de la description originale mesurent entre 64,88 mm et 73,82 mm de longueur standard.

## Étymologie
Son nom d'espèce lui a été donné en référence à son lieu de découverte, la cordillère du Condor.

## Publication originale
- Almendáriz, Brito-M., Batallas-R. & Ron, 2014 : Una especie nueva de rana arbórea del género Hyloscirtus (Amphibia: Anura: Hylidae) de la Cordillera del Cóndor. Papéis Avulsos de Zoologia, São Paulo, vol. 54, p. 33‑49 (texte intégral).